# Dictionary of Canadian Biography
Das Dictionary of Canadian Biography (DCB, franz.: Dictionnaire biographique du Canada DBC) ist eine kanadische Nationalbiografie. Es entsteht seit 1959 als Gemeinschaftswerk der Universität Toronto und der Universität Laval in englischer und französischer Sprache, in Zusammenarbeit mit Library and Archives Canada.
Bisher sind 15 Bände mit über 8400 Biografien erschienen. Enthalten sind Personen, die zwischen 1000 und 1930 verstorben sind. In der Online-Version existiert darüber hinaus eine kleine Anzahl Biografien von Personen, die bis zum Jahr 2000 gelebt haben. Die Artikel haben in beiden Sprachen exakt den gleichen Inhalt bzw. sind genaue Übersetzungen. Jeder neue Band wird zum selben Zeitpunkt in beiden Sprachen herausgegeben.
Der erste Band erschien 1966 und umfasste 594 Biografien von Personen, die in den Jahren 1000 bis 1700 lebten. Die Länge der Artikel reicht von 200 bis maximal 10.000 Wörtern. 2000 erschien erstmals eine Version auf CD-ROM, seit 2003 existiert eine Online-Version. Band 15 erschien 2005, Stand 2020 befindet sich Band 16 in Vorbereitung. Dort sind Personen beschrieben, die zwischen 1931 und 1940 verstorben sind; bei seinem Erscheinen wird das DCB über 10.000 Biografien enthalten. Online sind schon zahlreiche Biographien aus dem Band 16 verfügbar.